# Selita Ebanks

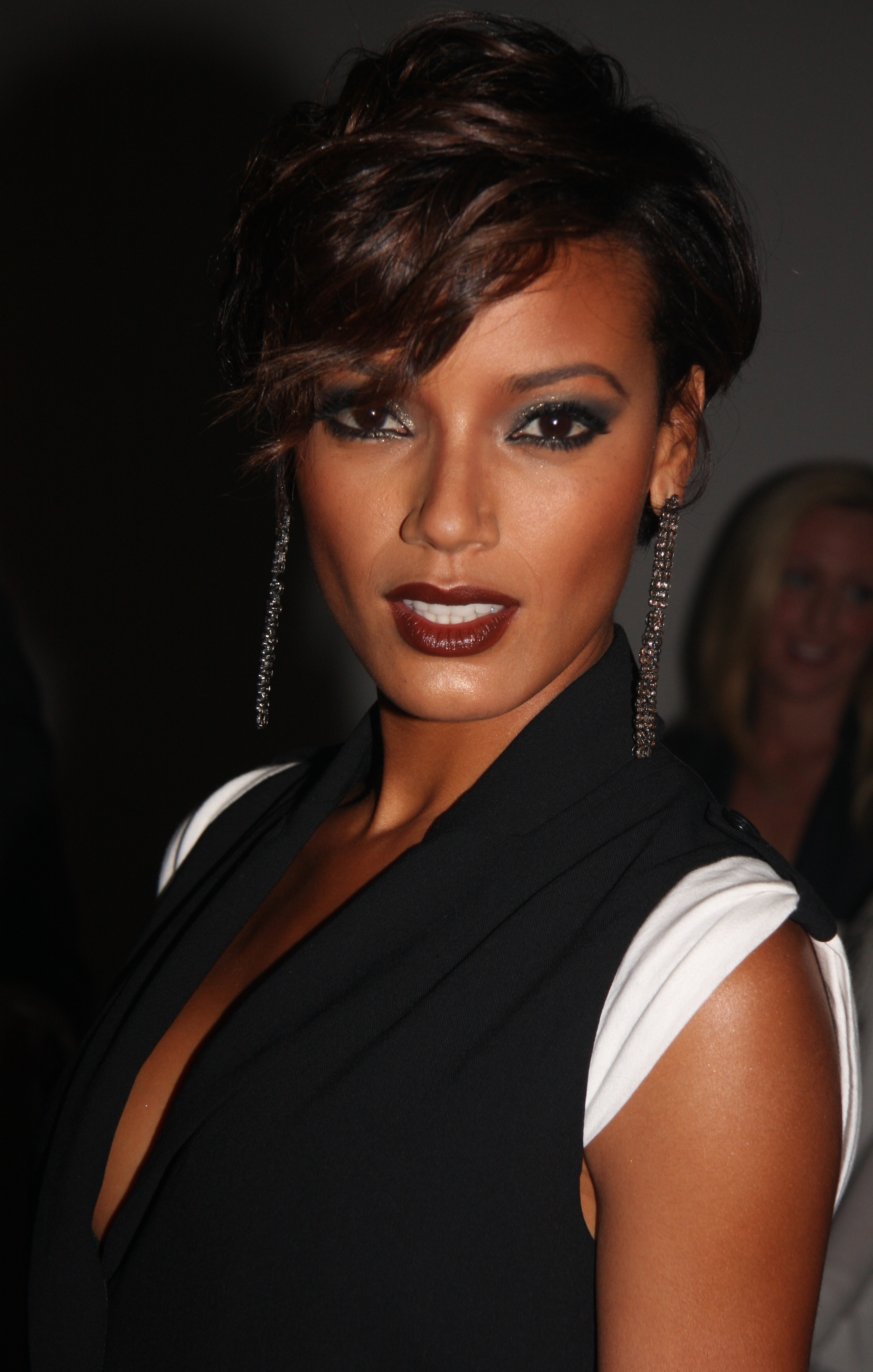
Ebanks år 2009.

Selita Ebanks, född 15 februari 1983 i George Town på Caymanöarna, är en caymanskfödd modell, mest känd från Victoria's Secret. Hon är med i musikvideon till Kanye Wests låt Runaway. 